# Gyalectidium catenulatum
Gyalectidium catenulatum är en lavart som först beskrevs av Cavalc. & A. A. Silva, och fick sitt nu gällande namn av L. I. Ferraro, Lücking & Sérus. Gyalectidium catenulatum ingår i släktet Gyalectidium och familjen Gomphillaceae.   Inga underarter finns listade i Catalogue of Life.